# Nola zaphlethes
Nola zaphlethes är en fjärilsart som beskrevs av George Francis Hampson 1914. Nola zaphlethes ingår i släktet Nola och familjen trågspinnare. Inga underarter finns listade i Catalogue of Life.